# Rafał Buszek
Rafał Buszek (28. dubna 1987, Dębica) je polský volejbalista. Hraje na pozici smečaře. Od sezóny 2022/2023 působí ve klubu PSG Stal Nysa .

## Týmové úspěchy
Polska mistrovství:
- 2013, 2015, 2016, 2017
- 2018
- 2011

CEV Liga mistrů:
- 2015

Polský pohár:
- 2017

## Úspěchy v národním týmu Polska
Mistrovství světa:
- 2014[2]

Světový pohár:
- 2015